# Colletes aethiops
Colletes aethiops är en biart som beskrevs av Cresson 1868. Colletes aethiops ingår i släktet sidenbin, och familjen korttungebin. Inga underarter finns listade i Catalogue of Life.